# Transcevenole
| Viaduc de la Recoumène nahe Le Monastier-sur-Gazeille, Mai 2016 |                      |                                                                                        |                                                                              |
| Streckennummer (SNCF): | 791 000              |                                                                                        |                                                                              |
| Streckenlänge: | 93 km                |                                                                                        |                                                                              |
| Spurweite: | 1435 mm (Normalspur) |                                                                                        |                                                                              |
| Maximale Neigung: | 25 ‰                 |                                                                                        |                                                                              |
| |                      |                                                                                        |                                                                              |
| \| \| \| \| \| \| \| \| Bahnstrecke Saint-Georges-d’Aurac–Saint-Étienne-Châteaucreux von Saint-Georges-d’Aurac \| \| \| \| \| \| \| \| \| 52,5 0,0 \| Le Puy-en-Velay \| 630m \| \| \| \| \| \| \| \| 0,7 \| Bahnstrecke Saint-Georges-d’Aurac–Saint-Étienne-Châteaucreux nach St-Étienne \| Bahnstrecke Saint-Georges-d’Aurac–Saint-Étienne-Châteaucreux nach St-Étienne \| \| \| \| \| \| \| \| 1,1 \| N 88 \| N 88 \| \| \| 3,2 \| Brives-Charensac \| 615 m \| \| \| \| Bahnstrecke Puy–Langogne nach Langogne \| \| \| \| 4,7 \| Loire (Viaduc d’Orzilhac, 273 m) \| Loire (Viaduc d’Orzilhac, 273 m) \| \| \| 6,0 \| Gagne et la RN 535 (Viaduc de Peyrard 147 m) \| Gagne et la RN 535 (Viaduc de Peyrard 147 m) \| \| \| 8,5 \| Tunnel du Priouret (51 m) \| Tunnel du Priouret (51 m) \| \| \| 10,0 \| Tunnel du Roure (190 m) \| Tunnel du Roure (190 m) \| \| \| 10,7 \| Couteau (Viaduc du Roure, 110 m) \| Couteau (Viaduc du Roure, 110 m) \| \| \| 11,1 \| Lantriac \| 748 m \| \| \| 16,5 \| Laussonne-les Badioux \| 858 m \| \| \| 17,2 \| Laussonne (Viaduc des Badioux 158 m) \| Laussonne (Viaduc des Badioux 158 m) \| \| \| 18,2 \| Fontfreyde (Viaduc de Fontfreyde, 138 m) \| Fontfreyde (Viaduc de Fontfreyde, 138 m) \| \| \| 19,5 \| Viaduc des Chabannes (220 m) \| Viaduc des Chabannes (220 m) \| \| \| 22,2 \| Le Monastier-sur-Gazeille \| 952 m \| \| \| 24,3 \| Gazeille (Viaduc de la Recoumène, 270 m) \| Gazeille (Viaduc de la Recoumène, 270 m) \| \| \| 26,3 \| Tunnel d’Avouac (75 m) \| Tunnel d’Avouac (75 m) \| \| \| 27,1 \| Tunnel de Margerid (84 m) \| Tunnel de Margerid (84 m) \| \| \| 28,5 \| Tunnel de Présailles (2626 m) \| 1078 m \| \| \| 31,4 \| Présailles \| 1076 m \| \| \| 32,7 \| Orcival (Viaduc de Mézeyrac), Département Haute-Loire/ Ardèche \| Orcival (Viaduc de Mézeyrac), Département Haute-Loire/ Ardèche \| \| \| 33,5 \| Tunnel d’Augier (98 m) \| Tunnel d’Augier (98 m) \| \| \| 33,8 \| Tunnel des Arcis (170 m) \| Tunnel des Arcis (170 m) \| \| \| 34,1 \| Tunnel des Escoudes (176 m) \| Tunnel des Escoudes (176 m) \| \| \| 35,8 \| Issarlès \| 987 m \| \| \| 38,6 \| Le Plô \| 954 m \| \| \| 39,4 \| Veyradeyre (Viaduc du Lac) \| Veyradeyre (Viaduc du Lac) \| \| \| 39,8 \| Lac d’Issarlès \| 947 m \| \| \| 42,9 \| Gage (Viaduc des Hermes) \| Gage (Viaduc des Hermes) \| \| \| 42,9 \| Tunnel des Hermes (275 m) \| Tunnel des Hermes (275 m) \| \| \| 46,9 \| La Palisse 1017 m \| La Palisse 1017 m \| \| \| 47,2 \| Loire (Viaduc de la Palisse) \| Loire (Viaduc de la Palisse) \| \| \| 50,8 \| Saint-Cirgues-en-Montagne \| 1044 m \| \| \| 52,2 \| Tunnel du Roux (3336 m) \| Tunnel du Roux (3336 m) \| \| \| 56,0 \| Tunnel du Cheylas (104 m) \| Tunnel du Cheylas (104 m) \| \| \| 56,6 \| Tunnel du Chapelet (90 m) \| Tunnel du Chapelet (90 m) \| \| \| 57,6 \| Tunnel de Vauclare (731 m) \| Tunnel de Vauclare (731 m) \| \| \| 59,0 \| Le Roux \| 928 m \| \| \| 60,1 \| Tunnel du Roux-Bas (200 m) \| Tunnel du Roux-Bas (200 m) \| \| \| 60,4 \| Tunnel de Combe-Moulin (356 m) \| Tunnel de Combe-Moulin (356 m) \| \| \| 60,9 \| Tunnel de Lair (731 m) \| Tunnel de Lair (731 m) \| \| \| 61,8 \| Tunnel de Malfaugères (110 m) \| Tunnel de Malfaugères (110 m) \| \| \| 63,0 \| Tunnel de Pagnac (222 m) \| Tunnel de Pagnac (222 m) \| \| \| 64,4 \| Tunnel de la Grange (135 m) \| Tunnel de la Grange (135 m) \| \| \| 64,6 \| Tunnel des Grisières (204 m) \| Tunnel des Grisières (204 m) \| \| \| 69,0 \| Tunnel de la Flageolle (235m) \| Tunnel de la Flageolle (235m) \| \| \| 68,0 \| La Gravenne \| 737 m \| \| \| 76,1 \| Tunnel de Ribeyre (115 m) \| Tunnel de Ribeyre (115 m) \| \| \| 75,2 \| Tunnel de Berland (734 m) \| Tunnel de Berland (734 m) \| \| \| 77,7 \| Montpezat \| 531 m \| \| \| 78,4 \| Tunnel de Thueyts (1157 m) \| Tunnel de Thueyts (1157 m) \| \| \| \| \| \| \| \| 71,3 \| Tunnel de La Chaze (124 m) \| Tunnel de La Chaze (124 m) \| \| \| 72,4 \| Tunnel de Tirasse (193 m) \| Tunnel de Tirasse (193 m) \| \| \| 71,5 \| Tunnel d’Ayssac (121 m) \| Tunnel d’Ayssac (121 m) \| \| \| 71,8 \| Tunnel de Champagne (454 m) \| Tunnel de Champagne (454 m) \| \| \| 80,6 \| Thueyts \| 484 m \| \| \| \| N 102 \| \| \| \| 82,0 \| Tunnel de Vivières (430 m) \| Tunnel de Vivières (430 m) \| \| \| 83,1 \| Tunnel de Peytier (229 m) \| Tunnel de Peytier (229 m) \| \| \| 83,4 \| Tunnel d’Amarinier (928 m) \| Tunnel d’Amarinier (928 m) \| \| \| 84,8 \| Meyras-Burzet \| 411 m \| \| \| 86,0 \| Tunnel de Meyras (192 m) \| Tunnel de Meyras (192 m) \| \| \| 88,0 \| Tunnel de Ventadour (218 m) \| Tunnel de Ventadour (218 m) \| \| \| 88,3 \| Ardèche (Viaduc de Ventadour) \| Ardèche (Viaduc de Ventadour) \| \| \| 88,6 \| Pont-de-Labeaume \| 336 m \| \| \| 89,1 \| Tunnel de Pont-de-Labeaume (175 m) \| Tunnel de Pont-de-Labeaume (175 m) \| \| \| 90,8 \| Tunnel de Baysans (120 m) \| Tunnel de Baysans (120 m) \| \| \| 93,1 711,3 \| Lalevade-d’Ardèche \| 262 m \| \| \| \| Bahnstrecke Vogüé–Lalevade-d’Ardèche nach Vogüé \| \| |                      |                                                                                        |                                                                              |
| |                      |                                                                                        |                                                                              |
| |                      | Bahnstrecke Saint-Georges-d’Aurac–Saint-Étienne-Châteaucreux von Saint-Georges-d’Aurac |                                                                              |
| |                      |                                                                                        |                                                                              |
| Bahnhof | 52,5 0,0             | Le Puy-en-Velay                                                                        | 630m                                                                         |
| |                      |                                                                                        |                                                                              |
| Abzweig ehemals geradeaus und nach links | 0,7                  | Bahnstrecke Saint-Georges-d’Aurac–Saint-Étienne-Châteaucreux nach St-Étienne           | Bahnstrecke Saint-Georges-d’Aurac–Saint-Étienne-Châteaucreux nach St-Étienne |
| |                      |                                                                                        |                                                                              |
| | 1,1                  | N 88                                                                                   | N 88                                                                         |
| Bahnhof (Strecke außer Betrieb) | 3,2                  | Brives-Charensac                                                                       | 615 m                                                                        |
| Abzweig geradeaus und nach rechts (Strecke außer Betrieb) |                      | Bahnstrecke Puy–Langogne nach Langogne                                                 | Bahnstrecke Puy–Langogne nach Langogne                                       |
| Brücke über Wasserlauf (Strecke außer Betrieb) | 4,7                  | Loire (Viaduc d’Orzilhac, 273 m)                                                       | Loire (Viaduc d’Orzilhac, 273 m)                                             |
| Brücke über Wasserlauf (Strecke außer Betrieb) | 6,0                  | Gagne et la RN 535 (Viaduc de Peyrard 147 m)                                           | Gagne et la RN 535 (Viaduc de Peyrard 147 m)                                 |
| Tunnel (Strecke außer Betrieb) | 8,5                  | Tunnel du Priouret (51 m)                                                              | Tunnel du Priouret (51 m)                                                    |
| Tunnel (Strecke außer Betrieb) | 10,0                 | Tunnel du Roure (190 m)                                                                | Tunnel du Roure (190 m)                                                      |
| Brücke über Wasserlauf (Strecke außer Betrieb) | 10,7                 | Couteau (Viaduc du Roure, 110 m)                                                       | Couteau (Viaduc du Roure, 110 m)                                             |
| Bahnhof (Strecke außer Betrieb) | 11,1                 | Lantriac                                                                               | 748 m                                                                        |
| Bahnhof (Strecke außer Betrieb) | 16,5                 | Laussonne-les Badioux                                                                  | 858 m                                                                        |
| Brücke über Wasserlauf (Strecke außer Betrieb) | 17,2                 | Laussonne (Viaduc des Badioux 158 m)                                                   | Laussonne (Viaduc des Badioux 158 m)                                         |
| Brücke über Wasserlauf (Strecke außer Betrieb) | 18,2                 | Fontfreyde (Viaduc de Fontfreyde, 138 m)                                               | Fontfreyde (Viaduc de Fontfreyde, 138 m)                                     |
| Brücke über Wasserlauf (Strecke außer Betrieb) | 19,5                 | Viaduc des Chabannes (220 m)                                                           | Viaduc des Chabannes (220 m)                                                 |
| Bahnhof (Strecke außer Betrieb) | 22,2                 | Le Monastier-sur-Gazeille                                                              | 952 m                                                                        |
| Brücke über Wasserlauf (Strecke außer Betrieb) | 24,3                 | Gazeille (Viaduc de la Recoumène, 270 m)                                               | Gazeille (Viaduc de la Recoumène, 270 m)                                     |
| Tunnel (Strecke außer Betrieb) | 26,3                 | Tunnel d’Avouac (75 m)                                                                 | Tunnel d’Avouac (75 m)                                                       |
| Tunnel (Strecke außer Betrieb) | 27,1                 | Tunnel de Margerid (84 m)                                                              | Tunnel de Margerid (84 m)                                                    |
| Tunnel (Strecke außer Betrieb) | 28,5                 | Tunnel de Présailles (2626 m)                                                          | 1078 m                                                                       |
| Haltepunkt / Haltestelle (Strecke außer Betrieb) | 31,4                 | Présailles                                                                             | 1076 m                                                                       |
| Grenze auf Brücke über Wasserlauf (Strecke außer Betrieb) | 32,7                 | Orcival (Viaduc de Mézeyrac), Département Haute-Loire/ Ardèche                         | Orcival (Viaduc de Mézeyrac), Département Haute-Loire/ Ardèche               |
| Tunnel (Strecke außer Betrieb) | 33,5                 | Tunnel d’Augier (98 m)                                                                 | Tunnel d’Augier (98 m)                                                       |
| Tunnel (Strecke außer Betrieb) | 33,8                 | Tunnel des Arcis (170 m)                                                               | Tunnel des Arcis (170 m)                                                     |
| Tunnel (Strecke außer Betrieb) | 34,1                 | Tunnel des Escoudes (176 m)                                                            | Tunnel des Escoudes (176 m)                                                  |
| Haltepunkt / Haltestelle (Strecke außer Betrieb) | 35,8                 | Issarlès                                                                               | 987 m                                                                        |
| Haltepunkt / Haltestelle (Strecke außer Betrieb) | 38,6                 | Le Plô                                                                                 | 954 m                                                                        |
| Brücke über Wasserlauf (Strecke außer Betrieb) | 39,4                 | Veyradeyre (Viaduc du Lac)                                                             | Veyradeyre (Viaduc du Lac)                                                   |
| Haltepunkt / Haltestelle (Strecke außer Betrieb) | 39,8                 | Lac d’Issarlès                                                                         | 947 m                                                                        |
| Brücke über Wasserlauf (Strecke außer Betrieb) | 42,9                 | Gage (Viaduc des Hermes)                                                               | Gage (Viaduc des Hermes)                                                     |
| Tunnel (Strecke außer Betrieb) | 42,9                 | Tunnel des Hermes (275 m)                                                              | Tunnel des Hermes (275 m)                                                    |
| Haltepunkt / Haltestelle (Strecke außer Betrieb) | 46,9                 | La Palisse 1017 m                                                                      | La Palisse 1017 m                                                            |
| Brücke über Wasserlauf (Strecke außer Betrieb) | 47,2                 | Loire (Viaduc de la Palisse)                                                           | Loire (Viaduc de la Palisse)                                                 |
| Bahnhof (Strecke außer Betrieb) | 50,8                 | Saint-Cirgues-en-Montagne                                                              | 1044 m                                                                       |
| Tunnel (Strecke außer Betrieb) | 52,2                 | Tunnel du Roux (3336 m)                                                                | Tunnel du Roux (3336 m)                                                      |
| Tunnel (Strecke außer Betrieb) | 56,0                 | Tunnel du Cheylas (104 m)                                                              | Tunnel du Cheylas (104 m)                                                    |
| Tunnel (Strecke außer Betrieb) | 56,6                 | Tunnel du Chapelet (90 m)                                                              | Tunnel du Chapelet (90 m)                                                    |
| Tunnel (Strecke außer Betrieb) | 57,6                 | Tunnel de Vauclare (731 m)                                                             | Tunnel de Vauclare (731 m)                                                   |
| Haltepunkt / Haltestelle (Strecke außer Betrieb) | 59,0                 | Le Roux                                                                                | 928 m                                                                        |
| Tunnel (Strecke außer Betrieb) | 60,1                 | Tunnel du Roux-Bas (200 m)                                                             | Tunnel du Roux-Bas (200 m)                                                   |
| Tunnel (Strecke außer Betrieb) | 60,4                 | Tunnel de Combe-Moulin (356 m)                                                         | Tunnel de Combe-Moulin (356 m)                                               |
| Tunnel (Strecke außer Betrieb) | 60,9                 | Tunnel de Lair (731 m)                                                                 | Tunnel de Lair (731 m)                                                       |
| Tunnel (Strecke außer Betrieb) | 61,8                 | Tunnel de Malfaugères (110 m)                                                          | Tunnel de Malfaugères (110 m)                                                |
| Tunnel (Strecke außer Betrieb) | 63,0                 | Tunnel de Pagnac (222 m)                                                               | Tunnel de Pagnac (222 m)                                                     |
| Tunnel (Strecke außer Betrieb) | 64,4                 | Tunnel de la Grange (135 m)                                                            | Tunnel de la Grange (135 m)                                                  |
| Tunnel (Strecke außer Betrieb) | 64,6                 | Tunnel des Grisières (204 m)                                                           | Tunnel des Grisières (204 m)                                                 |
| Strecke von links (außer Betrieb) · Strecke Tunnelanfang und quer · Kreuzung mit Tunnelstrecke · Strecke quer · Strecke von rechts (außer Betrieb) | 69,0                 | Tunnel de la Flageolle (235m)                                                          | Tunnel de la Flageolle (235m)                                                |
| Strecke (außer Betrieb) · Strecke nach links (außer Betrieb) · Haltepunkt / Haltestelle rechts (Strecke außer Betrieb) | 68,0                 | La Gravenne                                                                            | 737 m                                                                        |
| Strecke (außer Betrieb) · Strecke von links und Tunnelende (außer Betrieb) · Strecke von rechts und Tunnelende (außer Betrieb) | 76,1                 | Tunnel de Ribeyre (115 m)                                                              | Tunnel de Ribeyre (115 m)                                                    |
| Strecke (außer Betrieb) · Tunnel (Strecke außer Betrieb) · Strecke (außer Betrieb) | 75,2                 | Tunnel de Berland (734 m)                                                              | Tunnel de Berland (734 m)                                                    |
| Strecke von rechts und von halblinks · Haltepunkt / Haltestelle (Strecke außer Betrieb) | 77,7                 | Montpezat                                                                              | 531 m                                                                        |
| Strecke von links und Tunnelende (außer Betrieb) · Strecke · Strecke nach rechts und Tunnelanfang (außer Betrieb) | 78,4                 | Tunnel de Thueyts (1157 m)                                                             | Tunnel de Thueyts (1157 m)                                                   |
| Strecke (außer Betrieb) |                      |                                                                                        |                                                                              |
| Strecke (außer Betrieb) · Tunnel (Strecke außer Betrieb) · Strecke (außer Betrieb) | 71,3                 | Tunnel de La Chaze (124 m)                                                             | Tunnel de La Chaze (124 m)                                                   |
| Strecke (außer Betrieb) · Strecke (außer Betrieb) · Tunnel (Strecke außer Betrieb) | 72,4                 | Tunnel de Tirasse (193 m)                                                              | Tunnel de Tirasse (193 m)                                                    |
| Strecke (außer Betrieb) · Tunnel (Strecke außer Betrieb) · Strecke (außer Betrieb) | 71,5                 | Tunnel d’Ayssac (121 m)                                                                | Tunnel d’Ayssac (121 m)                                                      |
| Strecke (außer Betrieb) · Strecke nach links und Tunnelanfang (außer Betrieb) · Strecke nach rechts und Tunnelanfang (außer Betrieb) | 71,8                 | Tunnel de Champagne (454 m)                                                            | Tunnel de Champagne (454 m)                                                  |
| Bahnhof (Strecke außer Betrieb) | 80,6                 | Thueyts                                                                                | 484 m                                                                        |
| |                      | N 102                                                                                  |                                                                              |
| Tunnel (Strecke außer Betrieb) | 82,0                 | Tunnel de Vivières (430 m)                                                             | Tunnel de Vivières (430 m)                                                   |
| Tunnel (Strecke außer Betrieb) | 83,1                 | Tunnel de Peytier (229 m)                                                              | Tunnel de Peytier (229 m)                                                    |
| Tunnel (Strecke außer Betrieb) | 83,4                 | Tunnel d’Amarinier (928 m)                                                             | Tunnel d’Amarinier (928 m)                                                   |
| Haltepunkt / Haltestelle (Strecke außer Betrieb) | 84,8                 | Meyras-Burzet                                                                          | 411 m                                                                        |
| Tunnel (Strecke außer Betrieb) | 86,0                 | Tunnel de Meyras (192 m)                                                               | Tunnel de Meyras (192 m)                                                     |
| Tunnel (Strecke außer Betrieb) | 88,0                 | Tunnel de Ventadour (218 m)                                                            | Tunnel de Ventadour (218 m)                                                  |
| Brücke über Wasserlauf (Strecke außer Betrieb) | 88,3                 | Ardèche (Viaduc de Ventadour)                                                          | Ardèche (Viaduc de Ventadour)                                                |
| Bahnhof (Strecke außer Betrieb) | 88,6                 | Pont-de-Labeaume                                                                       | 336 m                                                                        |
| Tunnel (Strecke außer Betrieb) | 89,1                 | Tunnel de Pont-de-Labeaume (175 m)                                                     | Tunnel de Pont-de-Labeaume (175 m)                                           |
| Tunnel (Strecke außer Betrieb) | 90,8                 | Tunnel de Baysans (120 m)                                                              | Tunnel de Baysans (120 m)                                                    |
| Bahnhof (Strecke außer Betrieb) | 93,1 711,3           | Lalevade-d’Ardèche                                                                     | 262 m                                                                        |
| |                      | Bahnstrecke Vogüé–Lalevade-d’Ardèche nach Vogüé                                        |                                                                              |

Die Bahnstrecke Brives-Charensac–Lalevade-d’Ardèche (auch Transcevenole) ist der Name einer nicht fertig gestellten und nie in Betrieb gegangenen, einspurigen Eisenbahnstrecke, deren Name auf die geografische Besonderheit hinweist, nämlich die Querung der Cevennen mit einem für den Eisenbahnbau höchst anspruchsvollen Relief, insbesondere der Südabdachung. Von den geplanten 93 km wurden zwischen 1911 und 1929 nur knapp 25 km bis auf die fehlenden Gleise in betriebsfähigen Zustand gebracht, die übrige, südlich sich fortsetzende Strecke wurde projektiert und teilweise trassiert, aber im Gegensatz zum nördlichen Abschnitt nur wenige Ingenieurbauwerke erstellt oder begonnen. Nach dem Zweiten Weltkrieg wurden einige Abschnitte in bessere Straßenverbindungen umgewandelt.
Größtes Einzelbauwerk ist der Tunnel du Roux auf knapp 1000 m über dem Meer, der über 3336 m vollständig gerade und mit nur wenig Neigung das Plateau Ardéchois mit dem Tal der Ardèche verbindet und später zu einer Landstraße umgewandelt wurde. Ein Tor auf der Nordseite kann im Winter geschlossen werden, um eindringenden Schnee vom Tunnel fernzuhalten. Dies ist das einzige größere Kunstbauwerk, das für zweigleisigen Ausbau ausgelegt war. Ungefähr an der Départementsgrenze zwischen Haute-Loire und Ardèche endete die Bautätigkeit. Alle nach Süden folgenden Bauwerke kamen nicht mehr zur Ausführung.
Mit dem nicht fertig gestellten Tunnel Saint-Cirgues wäre die Europäische Wasserscheide Atlantik–Mittelmeer durchquert worden. Deutlich aufwändiger wäre der Bau der Boucles de Montpezat, eine mehrfache Kreiskehre, die aus mehreren Einzelbauwerken bestehen sollte. Kunstvoll sollten die Gleise den erloschenen Vulkan Gravenne de Montpezat umrunden und queren, um den Höhenunterschied von 670 Metern bis auf die Talhöhe der Ardèche zu überwinden.
Das Streckenende in Lalevade-d’Ardèche war der Endpunkt der 1988 stillgelegten Bahnstrecke Vogüé–Lalevade-d’Ardèche, auf die die Strecke hätten münden sollen und die 1882 von der Compagnie des chemins de fer de Paris à Lyon et à la Méditerranée (PLM) eingerichtet worden war.

## Geschichte

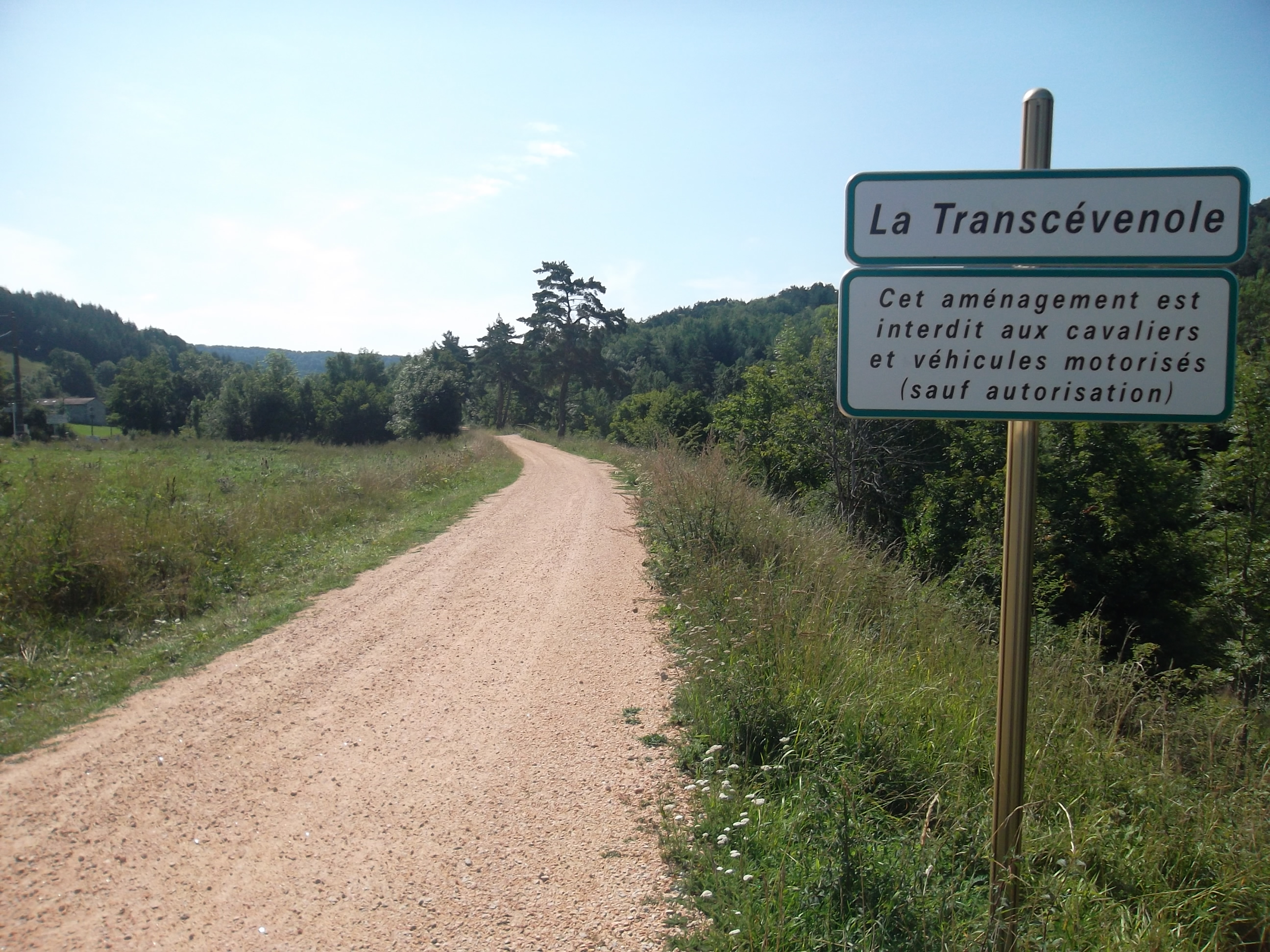
Transcevenole 2019

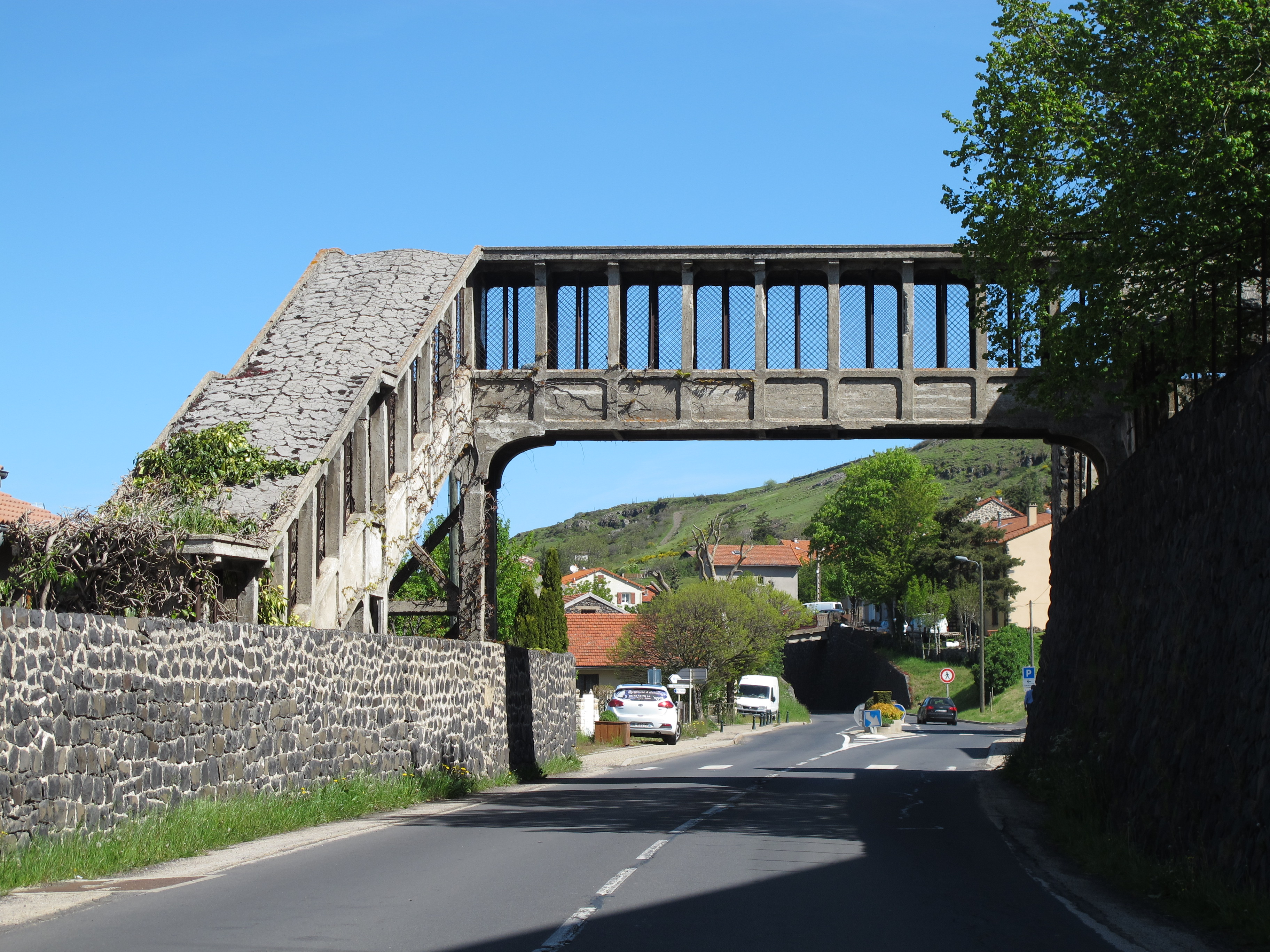
Gleisüberführung in Monastier, 2016

Wie auch bei der Bahnstrecke Saint-Georges-d’Aurac–Saint-Étienne-Châteaucreux, von der die Strecke im Bahnhof von Le Puy-en-Velay abzweigt, war das Bauvorhaben initiiert von der 1853 gegründeten Compagnie du chemin de fer Grand-Central de France (CG), die bereits zwei Jahre später Konkurs anmelden musste. Die hier projektierte Strecke sollte zu einem Teilstück der Verbindung Paris–Nîmes werden. Zwei großräumige Streckenalternativen standen zur Auswahl, eine westlichere durch die Allier-Schlucht und die Hochebene der Ardèche, die dann mit der Cevennenbahn realisiert wurde, und eine östlichere, die durch die Cevennen führte und im Kohle-Bergbaugebiet von Alès sich wieder vereinigen würden. Während die Cevennenbahn 1870 ihren durchgängigen Betrieb aufnehmen konnte, wurde die Konzession an die PLM abgetreten und die Planungen dieser östlichen Strecke von dieser Bahngesellschaft weiter verfolgt, aber nur halbherzig realisiert. Erst 1905 wurde die Trassierung vom Minister für öffentliche Arbeiten genehmigt und 1906 für gemeinnützig erklärt. Nachdem die direkt südlich führende Strecke nach Nîmes in Betrieb war, galt es nun, den Südosten der Cevennen zu erschließen und sie im Rhônetal mit der dort geführten Bahnstrecke Givors-Canal–Grezan zusammenzuführen. Auch wenn die Bezeichnung Transcevenol nun nicht mehr den ursprünglichen Planungen entsprach, weil die Bahn nur noch an den Cevennen entlang führte, wurde sie dennoch beibehalten.
1911 begannen von Norden her die Bauarbeiten, wurden aber wegen Ausbruch des Ersten Weltkriegs 1914 eingestellt. Dem gemäßigten Republikaner Laurent Eynac, der aus Le Puy-en-Velay stammte, war es zu verdanken, dass die Arbeiten anschließend wieder aufgenommen wurden und bis 1939 innerhalb des Départements Haute-Loire die gesamte hochbautechnische Infrastruktur fertiggestellt werden konnte, doch zur Verlegung von Gleisen kam es nicht mehr. Ab Le Monastier überquert die Strecke mit dem Viaduc de la Recoumène die Gazeille, passiert den 75 m langen Tunnel von Avouac und den Tunnel von Présailles. Die Fundamente mit gewölbtem Keller des Bahnhofs von Présailles wurden gelegt und die Strecke endet 500 m weiter an der Stelle, an der das Viadukt von Mezeyrac gebaut werden sollte, um den Orcival zu überqueren und in das Département Ardèche zu gelangen.
Hinzu kam, dass 1937 die privaten Eisenbahnen in Frankreich zur SNCF verstaatlicht worden waren und die neue Gesellschaft kein Interesse an einem Weiterbau hegte. 1941 wurde die Strecke deklassiert. Die Hoffnungen der Bewohner der oberen Ardèches auf deutlich schnellere Transportwege in Richtung Le Puy und Clermont-Ferrand waren damit begraben. Heute erinnern nur wenige Relikte an dieses Projekt.

## Geplanter Streckenverlauf
In Le Puy, am Westlichen Talhang des Loiretales, sollte die Linie aus der Bahnstrecke Saint-Georges-d’Aurac–Saint-Étienne-Châteaucreux ausfädeln und wenige Kilometer südlich in das Tal der Gagne eintauchen, um an ihrem Gewässernetz und dann unter großzügiger, ostwärts gerichteter Schleifenbildung über dem Laussonetal nach Le Monastier-sur-Gazeille und weiter unter Ausfahrung von Seitengräben zum ersten Kulminationspunkt, dem fertiggestellten Tunnel von Presailles (rund 2,6 Kilometer lang) in den Monts d’Ardèche, gelangt. Hoch an den Südabhängen der Escondus-Orcival-Gräben wäre man bei Issarlès wieder auf die östliche Talschulter hoch über dem Loiretale gekommen und über den Lac-d’Issarlès ins Loiretal abgestiegen, um nach kurzem Verlaufe darinnen in der Furche des Vernazon südwärts nach Saint-Cirgues-en-Montagne aufzusteigen, von wo aus der vollendete Scheiteltunnel Tunnel du Roux (3,3 Kilometer Länge) heute als Straßentunnel unter und an die Südabdachung des Ardèche-Plateaus führt. Nach einer großzügigen Schleifenanlage in den südwestwärts gerichteten Graben der Vauclare hinein wäre die Trassierung an der südlichen Talflanke des von Roux herabkommenden Tal der Fontolière bis zum ehemaligen Vulkan Gravenne über Montpezat-sous-Bauzon und Thueyts gelangt, um den herum sie in spektakulärer mehrfacher Schleifenbildung (Boucles de Montpezat) übereinander mit entsprechenden Kunstbauten auf kurzer Distanz etwa 400 Höhenmeter tiefer auf den Talboden der Fontolière gelangt wäre. Wenige Kilometer weiter, in Lalevade-d’Ardèche, wäre dann die Fortführung nach Vogüé erreicht gewesen.